# Marc Antoni (còmic)
Marc Antoni és una sèrie d'historietes creada per Mique Beltran per a "El Pequeño País", on es va publicar durant 10 anys, essent una de les més emblemàtiques de la publicació. Es va publicar en castellà com a Marco Antonio, si bé ha tingut alguna adaptació en valencià i la seua versió animada va emetre's en Radiotelevisió Valenciana.

## Argument i personatges
La sèrie narra les aventures de Marc Antoni, un xiquet que té capacitats telequinétiques. Marc Antoni viu en una rica mansió i té les inquietuds de qualsevol xiquet de 5 anys.

## Palmarès
Els còmics de Marco Anotio foren nominats en tres edicions consecutives del Saló Internacional del Còmic de Barcelona pel premi a la millor obra: el 1994, el 1995 i el 1996.

## Trajectòria editorial
La sèrie va ser recollida en els següents àlbums:
- Marco Antonio, (color Glénat, 1993 ISBN 84-88574-07-X).
- La rebelión de las sombras, color Glénat, 1994 ISBN 84-88574-98-3).
- Marco Antonio contra todos, (color Glénat, 1997 ISBN 84-88574-31-2).
- Marco Antonio ¡Más sustos!, (color Glénat, 1999 ISBN 978-84-89966-86-4).

En 2012, Editores de Tebeos, successora de Glénat Espanya, la va recopilar en un únic volum.

## Adaptacions a altres mitjans
Es va produir una sèrie de dibuixos animats, amb dues temporades de 13 capítols cadascuna, entre 2007 i 2008, per a Clan TVE, amb el mateix Beltran com a supervisor de guions.

## Galeria
- Paraules de Mique Beltran en la presentació d'un integral de la sèrie.
- Paraules de Manel Gimeno en la presentació d'un integral de la sèrie.